# ويليام إل. رو
ويليام إل. رووي (بالإنجليزية: William L. Rowe)‏ هو فيلسوف أمريكي، ولد في 26 يوليو 1931 في الولايات المتحدة، وتوفي في 22 أغسطس 2015 في لافاييت في الولايات المتحدة.